# Лейк-Алфред (Флорида)
Лейк-Алфред (англ. Lake Alfred) — місто (англ. city) в США, в окрузі Полк штату Флорида. Населення — 6374 особи (2020).

## Географія
Лейк-Алфред розташований за координатами 28°5′56″ пн. ш. 81°43′29″ зх. д. / 28.09889° пн. ш. 81.72472° зх. д. (28.098804, -81.724834).  За даними Бюро перепису населення США в 2010 році місто мало площу 34,13 км², з яких 24,03 км² — суходіл та 10,10 км² — водойми.

## Демографія
Згідно з переписом 2010 року, у місті мешкало 5015 осіб у 1880 домогосподарствах у складі 1345 родин. Густота населення становила 147 осіб/км².  Було 2169 помешкань (64/км²).
Расовий склад населення:
| - 71,3 % — білих - 17,5 % — чорних або афроамериканців - 1,7 % — азіатів - 0,4 % — корінних американців - 6,8 % — осіб інших рас |

До двох чи більше рас належало 2,2 %. Частка іспаномовних становила 16,0 % від усіх жителів.
За віковим діапазоном населення розподілялося таким чином: 25,2 % — особи молодші 18 років, 58,7 % — особи у віці 18—64 років, 16,1 % — особи у віці 65 років та старші. Медіана віку мешканця становила 38,4 року. На 100 осіб жіночої статі у місті припадало 95,6 чоловіків;  на 100 жінок у віці від 18 років та старших — 91,6 чоловіків також старших 18 років.
Середній дохід на одне домашнє господарство  становив 48 925 доларів США (медіана — 36 045), а середній дохід на одну сім'ю — 47 374 долари (медіана — 39 938). Медіана доходів становила 26 983 долари для чоловіків та 29 923 долари для жінок. За межею бідності перебувало 34,2 % осіб, у тому числі 63,6 % дітей у віці до 18 років та 4,5 % осіб у віці 65 років та старших.
Цивільне працевлаштоване населення становило 2023 особи. Основні галузі зайнятості: освіта, охорона здоров'я та соціальна допомога — 19,6 %, мистецтво, розваги та відпочинок — 19,1 %, роздрібна торгівля — 13,0 %, науковці, спеціалісти, менеджери — 9,9 %.